# 1930 en Inde
Chronologie de l'Inde
- 1926
- 1927
- 1928
- 1929
- 1930
- 1931
- 1932
- 1933
- 1934

Gandhi sur la plage ramasse un peu de sel. C'est la marche du sel, mouvement de désobéissance civile par lequel il viole le monopole d'État sur la distribution du sel.

Cette page concerne les évènements survenus en 1930 en Inde  :

## Évènement
- De 1930 à 1932 : Round Table Conference.
- 26 janvier : Le Congrès national indien déclare le 26 janvier comme jour de l'indépendance, ou le jour du Poorna Swaraj (indépendance complète).
- 2 mars : Mohandas Gandhi informe le vice-roi britannique de l'Inde que la désobéissance civile commencera neuf jours plus tard.
- 12 mars - 6 avril : Parti de son ashram , Ghandi parcourt à pied les 386 km qui le séparent de la plage. C'est la marche du sel : en recueillant du sel, il désobéit à la loi britannique qui interdit de prendre du sel. Sur la plage, la foule présente en fait autant et le mouvement se propage partout dans le pays.
- 13 avril : Marche de Vedaranyam (en)
- 18 avril : Raid de l'armurerie de Chittagong (en)
- 23 avril : Massacre de Qissa Khwani (en)
- 4-5 mai : Gandhi est de nouveau arrêté.
- 10 juin : Élections législatives

## Cinéma
- Khooni Khanjar (en)
- Rani Saheba (en)
- Safdar Jung (en)
- Sarfarosh (en)
- Udaykal (en)

## Création
- Manik Bagh
- Kerala Kalamandalam

## Dissolution
- Matwālā (en), magazine.

## Naissance
- Chitrananda Abeysekera (en), poète et écrivain.
- Bahadoor (en), acteur.
- Kailasam Balachander, comédien, producteur, réalisateur et scénariste.
- Geeta Bali, actrice.
- Shafiqur Rahman Barq (en), personnalité politique.
- Geeta Dutt, chanteuse.
- Sunil Dutt, acteur.
- Mehli Irani (en), joueur de cricket.
- Satya Priya Mahathero (en), chef religieux.
- Arjun Singh (en), personnalité politique.

## Décès
- Sultan Jahan (en), Bégum de Bhopal.